# Michael Höfler
Michael Höfler (* 1. September 1993 in Linz) ist ein österreichischer Fußballspieler.

## Sportliche Laufbahn
Höfler kam 2010 zur Regionalligamannschaft LASK Juniors und wechselte 2012 zum Konkurrenten FC Pasching. Er stand in der Saison 2012/13 in fünf Partien im Tor der Paschinger, wobei er zwei Gegentreffer erhielt. Im ÖFB-Cup kam er in der 2. Runde  beim 3:2 gegen den SC Austria Lustenau zum Einsatz.
In der Sommerübertrittszeit 2014 wechselte er von Pasching zum FC Liefering in die Heute für Morgen Erste Liga.
In der Saison 2015/16 spielte Höfler beim SV Lafnitz und wechselte in der Sommerpause vor der Saison 2016/17 zum ASKÖ Oedt in die viertklassige OÖ Liga, wo er als Stammkraft fungierte und sich nach nur einer Spielzeit dem WAF Brigittenau anschloss. Mit den Brigittenauern wurde er überlegen Meister der fünftklassigen 2. Landesliga und stieg mit der Mannschaft in die Wiener Stadtliga auf, in der er heute (Stand: Mai 2021) mit der Mannschaft noch immer aktiv ist.

## Erfolge
- 1 × Sieger des ÖFB-Cups: 2012/13